# Raúl Ramón Santos
Raúl Ramón Santos (Roperuelos del Páramo, León, España, 31 de agosto de 1968) es un exfutbolista español que jugaba como defensa. Disputó en Primera División las temporadas 1992-93, 1993-94 y  1994-95 siendo jugador del Real Sporting de Gijón, club con el que participó en veintinueve partidos.

## Clubes
| Club                          | País     | Temporada |
| ----------------------------- | -------- | --------- |
| Sporting de Gijón Atlético    | España   | 1986-1992 |
| Real Sporting de Gijón        | España   | 1992-1995 |
| G. D. Chaves                  | Portugal | 1996-1998 |
| Moralo C. P.                  | España   | 1998-1999 |
| Gimnástica Segoviana C. F.    | España   | 1999-2000 |
| U. D. Pájara-Playas de Jandía | España   | 2000-2001 |